# Carolina Visca
Carolina Visca (née le 31 mai 2000 à Rome) est une athlète italienne, spécialiste du lancer du javelot.
Elle mesure 1,69 m pour 65 kg et fait partie du club des Fiamme Gialle, où elle est entraînée par Alberto Visca.
Enfant d'un lanceur de marteau romain qui est devenu son entraîneur et d'une mère originaire de Colombie, elle débute avec le sprint et les sauts avant de choisir le javelot. En 2015, elle remporte la médaille d'or lors du Festival olympique de la jeunesse de Tbilissi, ville où elle gagne également la médaille d'argent en 2016, puis encore le même métal à Grosseto 2017. 
Le 27 avril 2018, elle porte son record personnel à 56,79 m, à Florence.